# Австрийска поменателна служба
Австрийска поменателна служба – Възпоменателната служба за жертвите на Холокоста”, е алтернатива на военната служба в Австрия. Членовете на възпоменателната служба подпомагат най-важните еврейски институции, свързани с Холокоста.
Службата е създадена от австрийския политолог д-р Андреас Майслингер. Идеята е заимствана от подобен проект в Германия. Д-р Майслингер е работил като доброволец за германската възпоменателна служба в музея в Аушвиц-Биркенау.
През 1991 австрийското правителство приема официално Възпоменателната служба за жертвите на Холокоста като алтернатива на задължителната военна служба. Работата на Възпоменателната служба е възложена на фондация, финансирана основно от Вътрешното министерство на Република Австрия. „Целта на Възпоменателната служба е да потвърди, че Австрия споделя вината за Холокоста. Тя трябва да напомни на всички нас, че тази част от историята не трябва да се повтаря никога повече.“ (откъс от речта на Франц Враницки, бивш канцлер на Австрия, в Йерусалим през юни 1993)
Възпоменталена слубжа е световна мрежа от музеи и организации, свързани с Холокоста, които се нуждаят от помощ за съхраняването и поддръжката на техните архиви, библиотеки и т.н. От 1992 г. насам повече от 100 млади хора са работили на различни места за Възпоменателната служба, вместо да отбият задължителната военна или алтернативна служба в родината си.
Австрийската асоциация за чуждестранни служби е упълномощена от австрийското правителство да предоставя помощници-доброволци на подобни организации по цял свят.